# Marcus Claudius Marcellus Aeserninus
Marcus Claudius Marcellus Aeserninus war ein römischer Politiker des 1. Jahrhunderts v. Chr. aus der gens der Claudier.
Marcellus’ Agnomen Aeserninus leitete sich von der samnitischen Stadt Aesernia ab.  Marcellus war Schwiegersohn Gaius Asinius Pollios, des Konsuls 40 v. Chr. Er begann seine politische Laufbahn im Jahr 48 v. Chr. als Quästor des Quintus Cassius Longinus in der Provinz Hispania ulterior. Im zu dieser Zeit tobenden Bürgerkrieg zwischen Caesar und Pompeius versuchte er, sich alle Optionen offenzuhalten, indem er sich nicht eindeutig auf die Seite eines der Kontrahenten stellte. Nach Caesars Sieg wurde Marcellus zunächst verbannt, später aber von Caesar in Ehren wieder aufgenommen. Woher dieser Umschwung kam, verraten die Quellen nicht. Vielleicht hoffte Caesar über seine berühmte Clementia Anhänger zu finden. Der Höhepunkt von Marcellus’ Laufbahn war das Konsulat im Jahr 22 v. Chr. Marcellus war auch Quindecimvir sacris faciundis und wird als Mitglied des Kollegiums bei den Säkularspielen des Jahres 17 v. Chr. erwähnt.